# Klaus Hahn
Klaus Hahn (* 4. Dezember 1925 in Heilbronn; † 10. Juli 2019 in Lacanau, Frankreich) war ein deutscher Ruderer, der für das Saarland antrat.

## Sportliche Laufbahn
Im Jahr 1948 belegte Klaus Hahn mit der Mannschaft der Heilbronner RG Schwaben bei der deutschen Meisterschaft Platz drei im Vierer mit Steuermann, 1950 wurde die Mannschaft Vize-Meister. Im Jahr darauf startete er für die Mannheimer RV Amicitia und wurde erneut Vize-Meister.
1952 gehörte Klaus Hahn der Delegation des Saarlandes bei den Olympischen Sommerspielen 1952 in Helsinki an. Zusammen mit Herbert Kesel startete er im Zweier ohne Steuermann. Im Halbfinale hatte das Duo einen komfortablen Vorsprung vor den Booten aus Polen und den Vereinigten Staaten. Jedoch brach Hahn zusammen und konnte nicht mehr rudern, und das Duo schied aus. Im Folgejahr wurde das Paar bei den Deutschen Meisterschaften Zweiter.
Klaus Hahn lebte zuletzt im französischen Lacanau. Dort starb er im Juli 2019 im Alter von 93 Jahren.